# Lorraine Gary
Lorraine Gary (z domu Gottfried, ur. 16 sierpnia 1937 w Nowym Jorku) – aktorka amerykańska.
Największe aktorskie sukcesy przyniosły jej role w filmach Stevena Spielberga. W Szczękach (1975) zagrała żonę szeryfa Brody’ego, Ellen, a w filmie 1941 (1979) wcieliła się w postać Joan Douglas. Wystąpiła także w dwóch częściach kontynuacji Szczęk, były to: Szczęki 2 (1978) i Szczęki 4: Zemsta (1987) – za rolę tę otrzymała nominacje do Złotej Maliny oraz nagrody Saturn w kategorii: najlepsza aktorka. W 1976 pojawiła się również w komedii Myjnia samochodowa. Z końcem lat 80. zaprzestała gry w filmach.

## Filmografia
- 1970 – San Francisco International
- 1971 – The City – jako Victoria Ulysses
- 1973 – Partners in Crime – jako Margery Jordan
- 1973 – The Marcus-Nelson Murders – jako Ruthie
- 1974 – Pray for the Wildcats – jako Lila Summerfield
- 1975 – Szczęki – jako Ellen Brody
- 1975 – Man on the Outside – jako Nora Griffin
- 1976 – Myjnia samochodowa – jako histeryczka
- 1977 – Nigdy nie obiecywałem ci ogrodu pełnego róż – jako Ester Blake
- 1978 – Szczęki 2 – jako Ellen Brody
- 1978 – Crash – jako Emily Mulwray
- 1978 – Zero to Sixty – jako Billy-Jon
- 1979 – 1941 – jako Joan Douglas
- 1979 – Just You and Me, Kid – jako Shirl
- 1987 – Szczęki 4: Zemsta – jako Ellen Brody